# Tea Pijević
Tea Pijević (Makarska, 18. studenog 1991.), hrvatska rukometašica, članica mađarskog rukometnog kluba Alba Fehérvár. Igra na mjestu vratarke.

## Karijera
Porijeklom iz Stabline kod Ploča, rođena u Makarskoj. Karijeru je započela Dalmatinki iz Ploča, zatim u Borcu iz Banja Luke. Nakon Borca vraća se u Hrvatsku gdje igra za Sesvete i Lokomotivu.  Branila je kratko u francuskom Metzu, a sad je na vratima Albe. Završila je Kineziološki fakultet. Nastupala je za Hrvatsku na dva Europska prvenstva 2016. i 2020. godine i na jednom Svjetskom prvenstvu i to 2021. godine.